# Cantó de Fleury-sur-Andelle
El cantó de Fleury-sur-Andelle és un cantó francès del departament de l'Eure, situat al districte de Les Andelys. Té 22 municipis i el cap es Fleury-sur-Andelle.

## Municipis
- Amfreville-les-Champs
- Amfreville-sous-les-Monts
- Bacqueville
- Bourg-Beaudouin
- Charleval
- Douville-sur-Andelle
- Écouis
- Fleury-sur-Andelle
- Flipou
- Gaillardbois-Cressenville
- Grainville
- Houville-en-Vexin
- Letteguives
- Ménesqueville
- Mesnil-Verclives
- Perriers-sur-Andelle
- Perruel
- Pont-Saint-Pierre
- Radepont
- Renneville
- Romilly-sur-Andelle
- Vandrimare

## Història
| Data d'elecció                           | Identitat        | Partit                     | Qualitat |
| ---------------------------------------- | ---------------- | -------------------------- | -------- |
| 1945-1958                                | M. Duval         | SFIO                       |          |
| 1958-1976                                | Maurice Fleuriel | UNR, després Divers droite |          |
| 1976-1982                                | M. Maugé         | PS                         |          |
| 1982-1988                                | Jean-Claude Remy | RPR                        |          |
| 1988-                                    | Jacques Poletti  | PS                         |          |
| les dades anteriors no són pas conegudes |                  |                            |          |
|                                          |                  |                            |          |

## Demografia
| A partir de 1990: Població sense dobles comptes |